# プテリジンレダクターゼ
プテリジンレダクターゼ(pteridine reductase、PTR1)は、次の化学反応を触媒する酸化還元酵素である。
5,6,7,8-テトラヒドロビオプテリン + 2 NADP+ {\displaystyle \rightleftharpoons } ビオプテリン + 2 NADPH + 2 H+
反応式の通り、この酵素の基質は5,6,7,8-テトラヒドロビオプテリンとNADP+、生成物はビオプテリンとNADPHとH+である。
組織名は5,6,7,8-tetrahydrobiopterin:NADP+ oxidoreductaseで、別名にpteridine reductase 1がある。